# Spodoptera exempta
Spodoptera exempta ist eine Schmetterlingsart aus der Familie der Eulenfalter (Noctuidae). Ihre Raupe wird als Kommandowurm (Afrikaans), im Englischen als African Armyworm, Black Caterpillar oder Swarming Caterpillar bezeichnet. Die in Afrika fallweise auftretende Massenvermehrung der Falterart verursacht große Schäden auf Weiden und an Kulturpflanzen aus der Familie der Gräser. Die Exkremente der Raupen können beim Menschen zu allergischen Reaktionen führen sowie das Trinkwasser verschmutzen.

## Merkmale
Der Falter hat eine Flügelspannweite von 20–37 mm, wobei die Weibchen im Durchschnitt etwas größer sind. Die Grundfarbe der Vorderflügeloberseite ist ein dunkles Graubraun. Die Hinterflügel sind dagegen weißlich mit einer dunklen Äderung. Die Vorderflügel weisen auf der Oberseite gewöhnlich Ring- und Nierenmakel auf. Innere Querlinie, äußere Querlinie und Wellenlinie sind weißlich und mehr oder weniger schwarz gerandet. Männchen und Weibchen unterscheiden sich nicht in der Färbung und Zeichnung der Flügel. Allerdings ist das Frenulum bei den Männchen multipel, bei den Weibchen einfach.
Die Eier messen 0,5 mm im Durchmesser und sind zunächst weißlich, werden aber kurz vor dem Schlüpfen der Eiraupen schwärzlich.
Die Raupen sind bis etwa zur dritten Häutung grün gefärbt. In diesen Stadien sind sie 1 bis 5 Millimeter lang. Danach ändert sich die Farbe in Abhängigkeit von der Individuendichte. Bei hoher Individuendichte werden die Raupen samtschwarz mit hellen Seitenlinien und einer grünlich-gelben Unterseite. Bei geringer Individuendichte variiert die Grundfarbe von Grün bis Braun. Die Raupen werden bis zur Verpuppung 25 bis 35 mm lang.
Die Puppe ist dunkelbraun oder schwarz und bis etwa 17 mm lang.

## Geographische Verbreitung und Lebensraum
Spodoptera exempta tritt in fast ganz Afrika und Teilen Asiens, im Osten Australiens und Teilen Neuseelands sowie in Hawaii auf, zeitweise in großer Zahl. Von Massenvermehrungen betroffen sind die Länder Süd-, Zentral-, Ost- und Westafrikas. Der Nachtfalter kommt auch in Indien, Indonesien, Malaysia und auf den Philippinen vor, ist dort aber weniger häufig und seine Schadwirkung gering. Am häufigsten ist diese Eulenfalter-Art in den Ländern um Mosambik und Simbabwe anzutreffen. Aus den Ländern Ostafrikas verbreitet sich der Nachtfalter saisonal, südlich bis Namibia und Südafrika und nördlich bis Äthiopien, Eritrea, Somalia und den südwestlichen Teil der Arabischen Halbinsel. Seltener kommt es zum massenhaften Auftreten der Art in den westafrikanischen Ländern südlich der Sahara.

## Lebensweise
Die Art ist unter günstigen Umständen multivoltin, d. h., es werden ständig neue Generationen gebildet. Es wird keine Diapause während der Puppenphase eingelegt.
Die Weibchen legen in einer Nacht 100 bis 400 Eier in kleinen Gruppen, die mit schwarzen Schuppen vom Hinterleib des Weibchens bedeckt und häufig an die Unterseite der Blätter der Nahrungspflanzen angeheftet werden. Insgesamt kann ein Weibchen bis zu 1000 Eier ablegen. Die Falter werden bis zu 14 Tage alt und sind sehr wanderfreudig. Sie sind nachtaktiv und werden von künstlichen Lichtquellen angezogen.
Die Raupen schlüpfen nach zwei bis fünf Tagen. Innerhalb von zwei bis drei Wochen entwickeln sie sich über sechs Raupenstadien bis zur Puppe. Die bevorzugte Nahrung der Raupen sind verschiedene Gräser, darunter Reis, Mais, Weizen, Sorghumhirsen und andere Feldfrüchte. Besonders betroffen sind bei Massenbefall die Weidelandschaften für das Vieh und die Getreidefelder. Die Vorliebe für Gräser hat auch fallweise zu der deutschsprachigen Bezeichnung Graseule geführt, die aber auch für viele andere Gras fressende Eulenfalter verwendet wird, und daher nicht eindeutig auf diese Art angewandt werden kann. Die Jungraupen verteilen sich zunächst und sind ungesellig. Sie sind nachtaktiv und relativ träge. Begegnet eine Jungraupe mehrmals einem Artgenossen (oder auch Vertretern von nahe verwandten Arten), wird sie sehr aktiv, frisst auch tagsüber und sonnt sich gerne. Der Stoffwechselumsatz steigt stark an. Durch die hohe Populationsdichte selbst, aber auch durch den durch die hohe Populationsdichte ausgelösten höheren Stoffwechselumsatz der Raupen, kommt es rasch zu Kahlfraß und die Raupen beginnen zu wandern. In langen Reihen nebeneinander ziehen die Raupen von Feld zu Feld, was zu den Trivialnamen Armyworm (Armeewurm) und Kommandowurm geführt hat.
Vor der Verpuppung gräbt sich die Raupe 2 bis 3 Zentimeter tief in den Boden. Nach der Puppenruhe von sieben bis zehn Tagen erscheinen die Falter. Der Lebenszyklus einer Generation dauert also rund einen Monat. Während der Regenzeit zwischen Dezember und April, in der beispielsweise in Ostafrika die geschlechtsreifen Tiere auftreten, können sich mehrere Generationen entwickeln.

### Massenvermehrung
Ein massenhaftes Auftreten des Kommandowurms findet in unregelmäßigen Abständen statt. Oft ist nur ein relativ kleines Gebiet davon betroffen, manchmal erstreckt sich das Gebiet, in dem es zu Schäden an den Pflanzen durch die Raupen kommt, über tausende Quadratkilometer. Die Ausbreitung und Vermehrung ist von der Witterung abhängig. Heiße Jahre mit verzögertem Einsetzen der Regenzeit begünstigen diese. Der Massenbefall setzt mit dem Beginn der Regenzeit ein. Auf den Feldern können dann bis zu 1000 Raupen auf einem Quadratmeter gezählt werden.

### Wanderungen
Das plötzliche Auftreten von Raupen in Gebieten, in denen die Art zuvor nicht beobachtet wurde, hat zu der Annahme geführt, dass die Falter weite Wanderungen über dutzende, vielleicht auch hunderte Kilometer unternehmen können. Bei Untersuchungen hat sich gezeigt, dass die Schmetterlinge dabei mehrere Stunden ohne Zwischenlandung in der Luft bleiben können. Eine wesentliche Rolle bei der Verbreitung spielen die Wind- und Wetterverhältnisse. In Windrichtung können die Falter bis zu 100 km pro Tag zurücklegen.

## Natürliche Feinde
Spodoptera exempta hat viele Feinde in allen Stadien. Die Raupen werden von 28 verschiedenen Arten von Raupenfliegen der Familie Tachinidae befallen. In der Gruppe der Taillenwespen wurden 25 Arten gefunden, die Eier, Raupen oder Puppen parasitieren. Ameisen und verschiedene Käferarten fressen die Eier und vor allem die frühen Larvenstadien. Ein Massenvorkommen zieht auch Vögel an. Besonders für Marabus und Störche, darunter der afrikanische Abdimstorch, gehören die Raupen zum Nahrungsspektrum. Bis zu 90 % der Raupen werden fallweise durch einen Kernpolyeder-Virus (NPV) getötet. Die Puppen werden durch einen zytoplasmischen Virus befallen. Auch ein Pilz (Nomuraea rileyi) kann unter bestimmten Bedingungen (hohe Feuchtigkeit und hohe Temperaturen) die Raupen attackieren. Die Raupen klettern bei Befall an Grashalmen hoch und sterben dort, völlig durchwachsen von Pilzmyzel.

## Schadwirkung
Bei der Untersuchung einer Fläche von 65 Quadratkilometern Weideland mit einer durchschnittlichen Dichte von 28 Individuen des Kommandowurms pro Quadratmeter wurde festgestellt, dass die Raupen 50 Tonnen (Trockengewicht) an Pflanzenmasse pro Tag vernichten können. Das entspricht dem täglichen Futterbedarf einer Herde von 8000 Rindern. Es können auch Verluste an Weidetieren durch ein Phänomen auftreten, das armyworm related cattle poisoning (ARCP) genannt wird. Durch den starken Befall durch Raupen von Spodoptera exempta scheiden manche Gräser verstärkt Blausäure aus. Die vorher harmlosen Pflanzen werden giftig.

### Massenbefall
In Ostafrika kommt es jährlich zwischen Dezember und April zu Massenvermehrungen. Sie variieren aber in der Intensität und in der Größe des befallenen Gebiets. Während es beispielsweise im Jahr 1961 in Tanganjika nur vereinzelt zu Schäden auf den Feldern kam, war das nördliche Nachbarland Kenia so stark vom Befall betroffen, dass die Reserven an Insektiziden bald verbraucht waren. Die Falter wandern von Ostafrika weiter in den Süden und den Norden, wo sie auch in den Monaten Mai bis August noch große Schäden anrichten können. Der Ertragsausfall für Mais in einem durchschnittlichen Befallsjahr wird in Ostafrika auf etwa 30 % geschätzt.

### Bekämpfung
Um die Kommandowürmer rechtzeitig bekämpfen zu können, wurden in den meisten betroffenen Ländern Melde- und Vorwarnsysteme eingerichtet, die von den einzelnen Dörfern bis zu zentralen Stellen reichen. Eines der wichtigsten Vorzeichen für einen drohenden Befall ist das Auftreten einer erhöhten Individuenzahl des Schmetterlings. Diese wird häufig durch das Aufstellen von Licht- oder Pheromonfallen überprüft. Insektizide werden wegen der großen Flächen vorwiegend von Flugzeugen ausgebracht. Kleinere Flächen können mit hand- oder motorbetriebenen Spritzpumpen besprüht werden. Die Raupen können auch durch das Ziehen langer Gräben am weiteren Vordringen gehindert werden. Sie bewegen sich dann entlang der Gräben weiter, wo sie in vorbereitete tiefe Löcher fallen und eingesammelt werden können.
Die Ernährungs- und Landwirtschaftsorganisation der Vereinten Nationen (FAO) empfiehlt Methoden der Biologischen Schädlingsbekämpfung statt des Einsatzes von Pestiziden. Das aus den Samen des in Afrika heimischen Niembaum (Azadirachta indica) gewonnene Öl enthält das insektizid wirkende Azadirachtin, das die Larvalentwicklung von Insekten hemmt. Es scheint ein natürlicher Schutz gegen Pflanzenschädlinge zu sein. Durch das Spodoptera exempta-Nucleopolyhedrovirus (SpexNPV) aus der Familie der Baculoviridae, das im Verbreitungsgebiet des Kommandowurms vorkommt, kann die massenhafte Vermehrung des Schmetterlings ebenfalls biologisch bekämpft werden. Das Virus vermehrt sich, nachdem es auf die befallenen Felder aufgebracht worden ist, innerhalb der Raupen in großer Zahl und kann auf weitere Individuen übertragen werden.

## Taxonomie
Die Art wurde 1856 von Walker als Agrotis exempta erstmals beschrieben. Später war sie lange Zeit unter dem wissenschaftlichen Namen Laphygma exempta bekannt.